# Le Français aujourd'hui
 (juin 2020).
Si vous disposez d'ouvrages ou d'articles de référence ou si vous connaissez des sites web de qualité traitant du thème abordé ici, merci de compléter l'article en donnant les références utiles à sa vérifiabilité et en les liant à la section « Notes et références ».

Le Français aujourd'hui est une revue trimestrielle publiée par l'Association française des enseignants de français (AFEF, anciennement Association française des professeurs de français, créée le 11 mai 1967) éditée actuellement par les éditions Armand Colin.
Cette revue a été fondée en mars 1968. Ses rédacteurs ont été successivement Pierre Barbéris, Jean Verrier, Daniel Delas, Jean-Louis Chiss et Jacques David. Cette revue a longtemps été accompagnée d'un supplément qui rendait compte de la vie de l'association. Chaque numéro est thématique et confié à deux coordonnateurs qui rassemblent une dizaine de contributions faisant état d'une question tant du point de vue de la recherche universitaire que de la pratique enseignante « de la maternelle à l'université », comme dit le slogan de l'AFEF. Des chroniques accompagnent chaque numéro : « Poésie » (animée successivement par Georges Jean, Tristan Hordé, Daniel Delas et Serge Martin), « Littérature jeunesse » (un temps animé par Jean Perrot ; Pierre Bruno y tient la chronique « Culture jeunes »), « Linguistique » et « Histoire de l'enseignement ».
Le lectorat de cette revue est d'abord composé des formateurs d'enseignants (IUFM), des didacticiens du français (langue et littérature) mais également des professeurs du primaire, du secondaire ou du supérieur engagés dans des pratiques qui nourrissent leur réflexion sur leur métier, ses évolutions et ses composantes, pour concevoir vie et théorie du langage (Ferdinand de Saussure) au service des apprentissages et des enseignements du français comme langue et comme culture.